# Augustin Barié
Augustin Barié (Parigi, 15 novembre 1883 – Antony, 22 agosto 1915) è stato un compositore e organista francese.

## Biografia
Barié nacque a Parigi, studiò presso l'Institut National des Jeunes Aveugles con Adolphe Marty e Louis Vierne. Successivamente studiò presso il Conservatorio di Parigi con Alexandre Guilmant. Nel 1906 vinse il primo premio del Conservatorio. Fu organista a Saint-Germain-des-Prés e professore di organo presso l'Institut National des Jeunes Aveugles.

## Opere
- Germaine Labole & Augustin Barié - Œuvres d'Orgue di Julian Bewig
- L'Œuvre pour orgue di Marie-Thérèse Jehan
- Integrale de l'œuvre pour orgue di Véronique Le Guen